# Mitranotus costei
Mitranotus costei är en insektsart som beskrevs av Boulard 1983. Mitranotus costei ingår i släktet Mitranotus och familjen hornstritar. Inga underarter finns listade i Catalogue of Life.